# Oligoschema contorta
Oligoschema contorta là một loài ruồi trong họ Asilidae. Oligoschema contorta được Walker miêu tả năm 1857. Loài này phân bố ở miền Ấn Độ - Mã Lai.